# 北原千琴
北原 千琴（きたはら ちこと、本名：寺尾 真知子<てらお　まちこ>、寺尾は旧姓、6月30日 - ）は、元宝塚歌劇団花組トップ娘役。
東京都中野区出身。東京文化学園卒業。公称身長は160cm。愛称はマチコちゃん。

## 来歴・人物
幼少時より本名名義で『週刊マーガレット』、『なかよし』などの少女雑誌のモデルとして活躍。表紙を幾度も飾る人気モデルであった。
1969年、宝塚音楽学校に入学。1971年、57期生として宝塚歌劇団に入団。同期には謝珠栄、汝鳥伶、京三紗らがいる。花組公演『花は散る散る／ジョイ!』で初舞台を踏む。宝塚入団時の成績は55人中8位。1972年3月2日に月組に配属。
1974年、初演『ベルサイユのばら』にて少女時代のマリー・アントワネット役に抜擢。翌1975年、『ラムール・ア・パリ』にて新人公演初ヒロイン。
1976年、東京公演『ベルサイユのばらIII』にてロザリーを、役替わり公演ではマリー・アントワネットを演じる。
1977年、初演『風と共に去りぬ』でスカーレットIIを演じた後、同年5月に花組へ組替え。上原まりと並び、安奈淳の相手役としてトップ娘役に就任。お披露目公演は『宝舞抄／ザ・レビュー』。
1978年、安奈の退団公演である『風と共に去りぬ』の新人公演(東京)にて主演のスカーレット・オハラを演じる。その後、後任トップスター松あきらの相手役となり、1979年7月31日、『花影記／紅はこべ』の東京公演千秋楽を最後に宝塚歌劇団を退団。
同年、劇団四季のオーディションに合格し、同じ宝塚出身の室町あかねや加奈霞と共に『コーラスライン』の日本初演メンバーとして舞台に立ったが、これを最後に結婚引退した。
現役当時は可憐な美貌の娘役として知られ、愛らしい顔立ちと華やかさから子役・少女・プリンセスの役が多かった。しかし、北原は人形的イメージからの脱皮を目指し、『バレンシアの熱い花』『ホフマン物語』で徐々に脱皮。退団公演『紅はこべ』（スカーレット・ピンパーネル）ではコメディ・フランセーズの元人気女優でイギリス社交界の花形である准男爵夫人・マルグリート役を演じ、可憐さの中にも大人っぽい芯の強さを見せ、貫禄のある集大成となった。

## 宝塚歌劇団時代の主な舞台

### 月組時代
- 1974年7月、『花のオランダ坂』 - 少年時代の丈吉 役
- 1974年9月、『ベルサイユのばら』 - 少女時代のマリー・アントワネット、小公女 役
- 1975年1月、『春鶯囀』 - 新人公演：若菜 役（本役：初風諄）／『ラビング・ユー』 - ナンシー 役
- 1975年3月、『春の宝塚踊り』／『ラムール・ア・パリ』 - ソニア 役、新人公演：サラ・ベルナール 役（本役：初風諄）＊新人公演初ヒロイン
- 1975年9月、ヨーロッパ公演に参加
- 1976年3月、『赤と黒』（東京公演）- エリザ 役、役替わり公演：マチルド 役（本役：小松美保）／『イマージュ』
- 1976年5月、『スパーク&スパーク』／『長靴をはいた猫』 - マルグリット姫 役
- 1976年8月、『ベルサイユのばらIII』（東京公演）- ロザリー 役、役替わり公演：マリー・アントワネット 役 (本役：初風諄)
- 1976年11月、『紙すき恋歌』 - 菊 役／『バレンシアの熱い花』 - マルガリータ 役
- 1977年3月、『風と共に去りぬ』 - スカーレットII 役

### 花組トップ娘役時代
- 1977年8月、『宝舞抄』 - 蝶々夫人／『ザ・レビュー』 - デュエットの女、白い鳥 役　＊お披露目公演
- 1978年2月、『風と共に去りぬ』 - スエレン 役、新人公演(東京)：スカーレット・オハラ 役（本役：安奈淳）
- 1978年4月、『ホフマン物語』（バウホール公演） - ジュリエッタ 役
- 1978年8月、『ヴェロニック』（バウホール公演・PARCO西武劇場） - エレーヌ 役
- 1978年9月、『遙かなるドナウ』 - リーザ姫 役／『エコーズ ＜絵光図＞』 - 画学生、光の精、スザンヌ、コロンビーナ 役
- 1979年3月、『花影記』 - 王女スミアティ 役／『紅はこべ』 - マルグリート・ブレイクニー 役　＊退団公演

## 宝塚歌劇団退団後の主な活動
- 1979年9月、『コーラスライン』 - クリスティン 役（日生劇場公演）